# Joe Duttine
Joe Duttine (Halifax, 30 juni 1970) is een Brits acteur.

## Biografie
Duttine werd geboren in Halifax, hij verhuisde naar Londen om daar het acteren te leren aan de Drama Centre London wat onderdeel is van het Central Saint Martins College of Art and Design. Na een tijd in Londen gewoond te hebben woont hij nu vlak bij Sheffield in South Yorkshire.
Duttine begon in 1992 met acteren in de televisieserie Between the Lines, waarna hij nog meerdere rollen speelde in televisieseries en films. Hij is vooral bekend van zijn rol als Tim Metcalfe en D.S. Carr in de televisieserie Coronation Street waar hij al in meer dan 1000 afleveringen speelde (2010-heden).

## Filmografie

### Films
Uitgezonderd korte films.
- 2005 Strauss: The Waltz King - als Strauss
- 2002 The Cry - als Ian Rearden
- 2001 The Navigators - als Paul
- 1999 Tube Tales - als flamboyante socialist
- 1999 G:MT Greenwich Mean Time - als Mick
- 1997 The Beggar Bride - als Billy Harper
- 1997 My Night with Reg - als Eric
- 1996 Hillsborough - als PC One
- 1996 The Bare Necessities - als Steven

### Televisieseries
Uitgezonderd eenmalige gastrollen.
- 2013-heden Coronation Street - als Tim Metcalfe - 1096 afl.
- 2013 The Village - als Rutter - 6 afl.
- 2012 Casualty - als Gary Poulter - 2 afl.
- 2010 Coronation Street - als D.S. Carr - 23 afl.
- 2010 Shameless - als Cameron Donnelly - 2 afl.
- 2008 Mumbai Calling - als telefoonstem - 7 afl.
- 2007 The Time of Your Life - als Joe - 6 afl.
- 1997-2004 Silent Witness - als DCI Chris Hollander / Craig Tate - 4 afl.
- 2003 Serious and Organised - als Tony Finn - 6 afl.
- 1994-1995 Pie in the Sky - als Steve Turner - 21 afl.
- 1994 Seaforth - als Doug Collinson - 2 afl.
- 1993 The Scarlet and the Black - als François - 2 afl.

- Bibsys: 5021394
- Bibliothèque nationale de France: cb14174146w (data)
- Gemeinsame Normdatei: 1061647498
- International Standard Name Identifier: 0000 0001 1950 8208
- Library of Congress Control Number: no2008084150
- Nationale Bibliotheek van Tsjechië: xx0164311
- Nationale Bibliotheek van Israël: 987007429656905171
- Système universitaire de documentation: 068993420
- Virtual International Authority File: 296063114
- WorldCat: E39PBJpv7FJ6vGkcvdfXTjMdcP